# Agustín Lara
Pour les articles homonymes, voir Lara.
Agustín Lara, surnommé « El Flaco de Oro » ou « El Músico Poeta », est un compositeur et chanteur mexicain, né le 30 octobre 1897 à Tlacotalpan dans l'État de Veracruz (ou à Mexico selon le producteur de télévision Luis de Llano) et mort  le 6 novembre 1970 à Mexico.

## Biographie

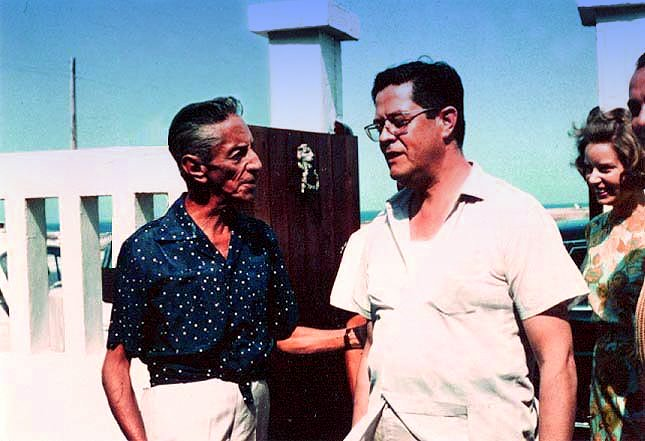
Agustín Lara (à gauche) et Guillermo González Camarena en 1965.

Dès son plus jeune âge, Agustín Lara se passionne pour la musique en jouant du piano dans les bars de nuit de Mexico où il est repéré par le ténor Juan Arvizu,.
Il s'engagea dans des troupes révolutionnaires et fut blessé aux jambes en 1917.
Agustín Lara a composé plus de cinq cents mélodies interprétées ensuite par des chanteurs tels que Néstor Mesta Cháyres, Juan Arvizu,, Frank Sinatra, Julio Iglesias, Luis Mariano ou Plácido Domingo.
En dehors du monde hispanophone, ses chansons les plus célèbres sont certainement Granada et Solamente Una Vez (You Belong To My Heart), qui ont été enregistrées par de nombreux chanteurs internationaux, dont Caruso, Mario Lanza, Luciano Pavarotti, Bing Crosby, Nat King Cole, Elvis Presley et beaucoup d'autres. 
En 1932, il se produit au théâtre Politeama à Mexico.  En 1933, il fait face à l'échec de sa première tournée à Cuba, en raison du climat politique changeant qui prévaut sur l'île. Il fait plusieurs tournées en Amérique du Sud et de nouvelles compositions vont augmenter sa renommée telles que Solamente una vez (composé à Buenos Aires et dédié à José Mojica), Veracruz, Guitarra guajira/Palmera, Tropicana, Pecadora, entre autres. 
Dans les années 1950, ces chansons populaires ont également été organisées et enregistrées par des solistes d'orchestre de premier plan, dont John Serry Sr. (Dot Records #DLP-3024, 1956), et beaucoup d'autres.
Il eut parmi ses épouses l'actrice María Félix (union le 24 décembre 1945), pour qui il écrivit à Acapulco durant leur voyage de noces entre autres les chansons María Bonita, puis Aquel Amor ou Noche de ronda.
Son chef-d'œuvre est la pièce musicale intitulée Veracruz.
Sa chanson Piensa en mí (1935) a connu un nouveau succès en 1991, grâce au film Talons aiguilles du réalisateur espagnol Pedro Almodóvar, dans lequel elle est interprétée par la chanteuse espagnole Luz Casal.